# Tractat de un sannyas
Tractat de un sannyas es el segundo álbum de la discografía de la banda de Rock Vanguardia Fake Prophet. Cuenta con 5 canciones, y fue publicado el 28 de agosto de 2013, de forma independiente, siendo vendido a través de la tienda Músicachilena de la Sociedad Chilena del Derecho de Autor, SCD.
El título proviene de la novela El lobo estepario del autor suizo alemán, Hermann Hesse. Donde la palabra Tractat hace alusión a tratado, presentándose ante el protagonista, Harry Haller, como Tractat de un lobo estepario. La banda cambió el término Lobo estepario por Sannyas, adaptación occidental del Sánscrito Sanniasin. Que significa Renunciante espiritual.
Tractat de un sannyas fue grabado en Estudios El Profeta y Estudios Rockaxis con la participación de Sebastián Pinilla y Eugenio Marín respectivamente como ingenieros es sonido.
El arte gráfico estuvo a cargo del bajista de la banda, Hallerjack y Felipe Teixidó, en fotografía.

## Lista de canciones
Todas las letras escritas por José Albornoz y Paulo Muñoz, toda la música compuesta por Fake Prophet. 
| N.º   | Título                  | Letras | Duración |  |
| 1.    | «Mandria»               |        | 1:39     |  |
| 2.    | «Nimio»                 |        | 3:34     |  |
| 3.    | «CAELYX»                |        | 7:04     |  |
| 4.    | «Siroco»                |        | 4:49     |  |
| 5.    | «Tractat De Un Sannyas» |        | 9:24     |  |
| 26:27 |                         |        |          |  |